# Sofia Tuibayeva
Sofia Erjonovna Tuibayeva (a veces transliterada Tuyboeva) (en tayiko: 'София Эрҷоновна Тӯйбоева) (30 de enero de 1913 - 26 de octubre de 1996) fue una actriz de Tayikistán de la época soviética.
Nacida en Kazaly, Tuibayeva comenzó su carrera en Bujará a mediados de la década de 1920. Entre 1929 y 1931 fue actriz en el Teatro Dramático Hamza de Taskent; en 1931 ingresó en la Academia Estatal de Arte Dramático Lahuti. Su carrera cobró impulso en la década de 1930; entre sus papeles en ese momento estaban el de Julieta en Romeo y Julieta y el de Nadezhda Krupskaya en La tormenta de Ghani Abdullo y Shamsi Qiyomov. Durante la década de 1940 trabajó con directores como Nikolai Akimov. Tuibayeva comenzó a trabajar en el cine en 1934; entre sus películas se encuentra Man bo Dukhtari Vokhurdam (Conocí a una chica, 1957), en la que interpretó a Mehrinisokhola; Qismati Shoir (El lote del poeta, 1959), en la que interpreta a Boy; Vaqti Zangirii Pisaram Rasid ('Es hora de que mi hijo se case, 1960), en la que aparece como Saidabonu; y Zumrad (Zumrad, 1961), en la que interpreta a Modari Jalil. Nombrada Artista del Pueblo de la República Socialista Soviética de Tayikistán en 1941, Tuibayeva es reconocida como una de las fundadoras del Teatro Nacional de Tayikistán, y contribuyó a la formación de muchos jóvenes artistas tayikos. Por su trabajo recibió la Orden de Lenin y la Orden de la Bandera Roja del Trabajo, esta última en tres ocasiones. Murió en Dusambé.